# Parque nacional de los Lagos Nelson
El Parque nacional de los Lagos Nelson se encuentra en la isla Sur de Nueva Zelanda.
Fue establecido en 1956 y abarca unos 1.020 km². Se centra en dos grandes lagos, Rotoiti y Rotoroa. El parque también incluye valles de los alrededores (incluyendo Travers, Sabine, y D'Urville, y el curso superior del Matakitaki) y las cadenas montañosas (cordillera Saint Arnaud, el monte Robert). El parque es una zona popular para acampar, y por actividades como la pesca.
El parque es administrado por el Departamento de Conservación que opera un centro de visitantes en Saint Arnaud que provee información actualizada y confiable sobre todos los aspectos del parque nacional.